# Ringwall Mittelstetten

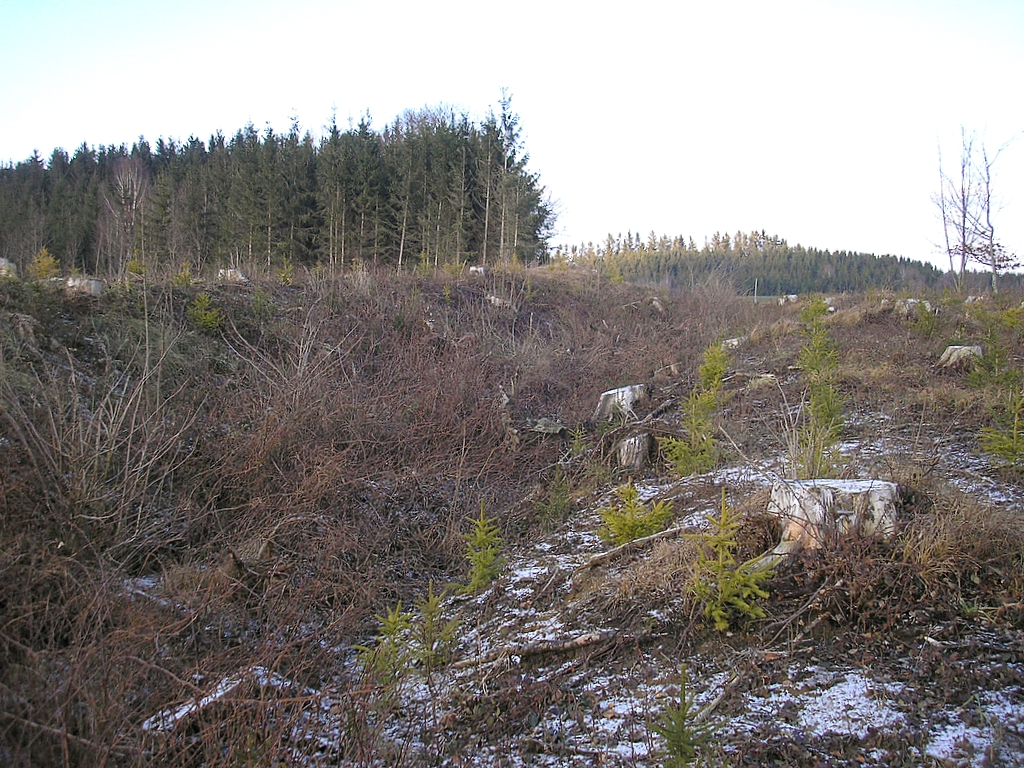
Der östliche Wallzug nach Norden

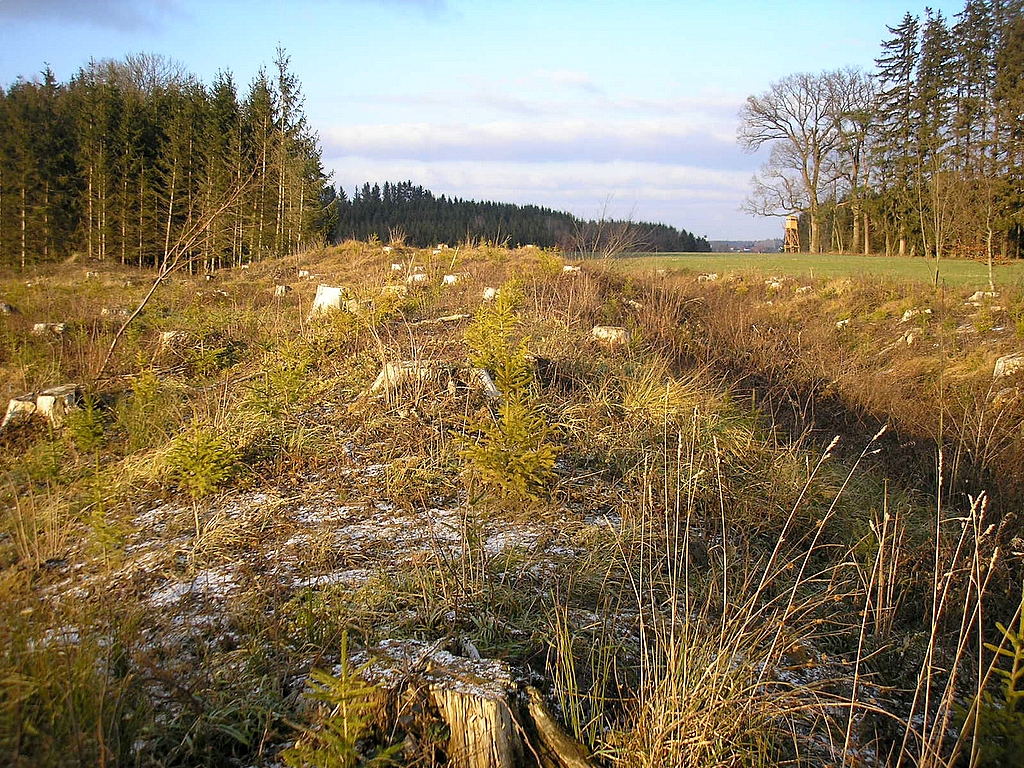
Die Wallkrone des östlichen Abschnittswalles

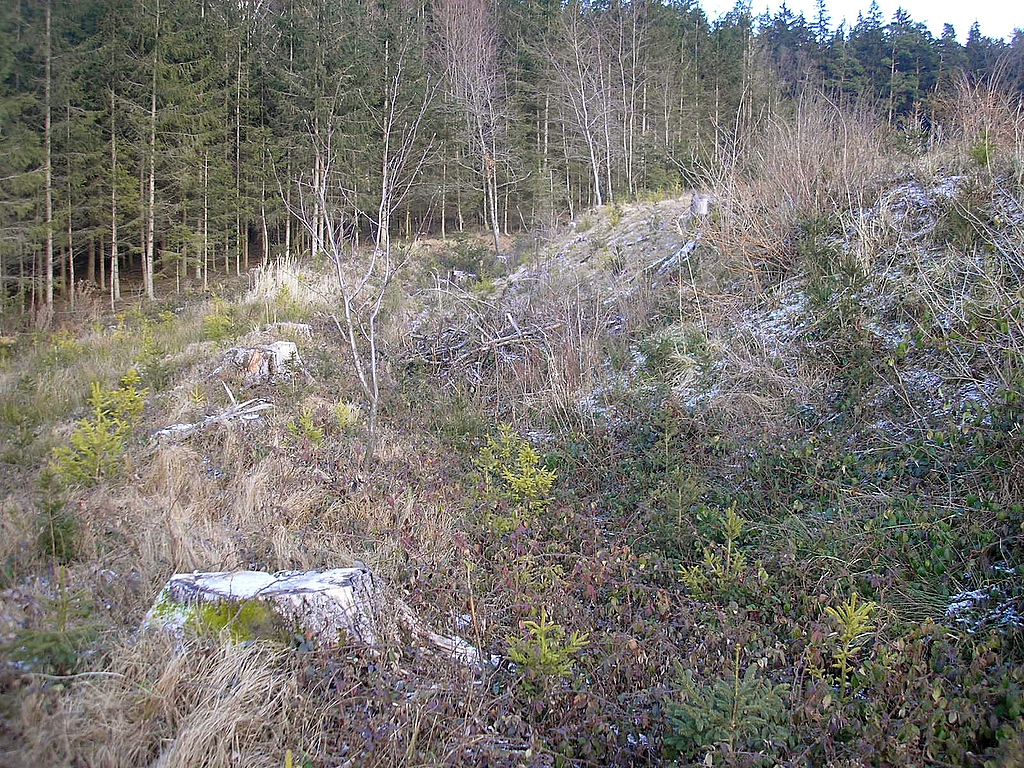
Der nordwestliche Abschnitt der Wallanlagen

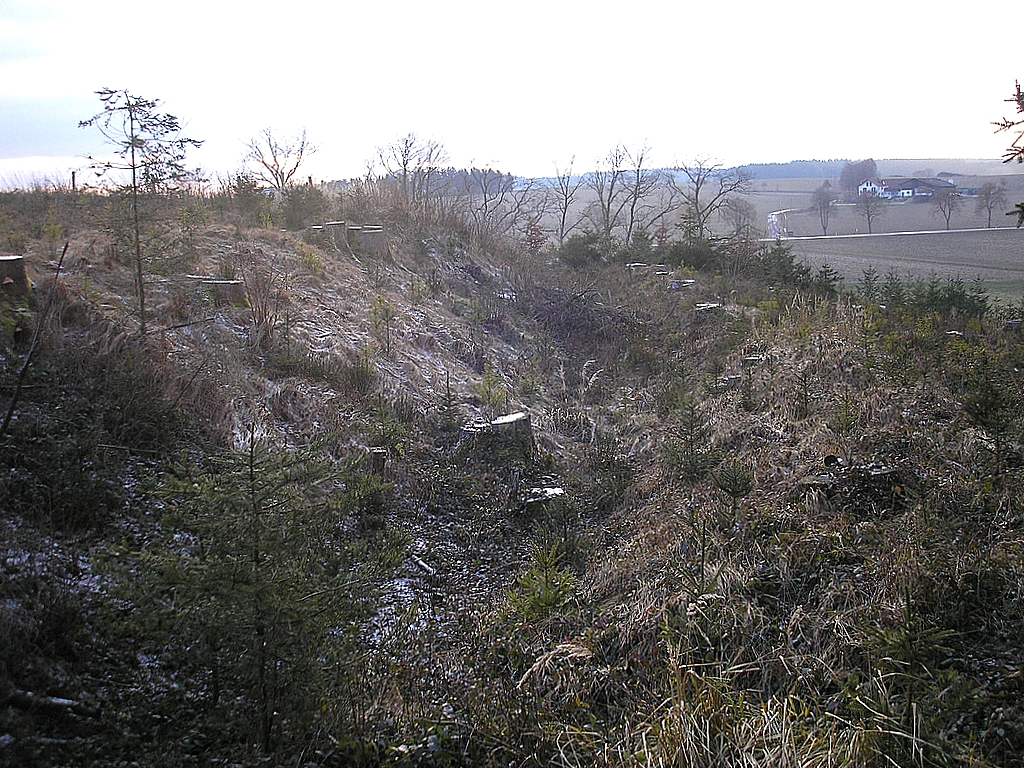
Gegenblick in den Hanggraben

Der vermutlich frühmittelalterliche Ringwall Mittelstetten (Flur „Burgholz“) liegt etwa 750 Meter nordnordwestlich von der Pfarrkirche St. Sylvester in Mittelstetten (Gemarkung Tegernbach) im Landkreis Fürstenfeldbruck in Oberbayern auf einer Anhöhe.

## Beschreibung

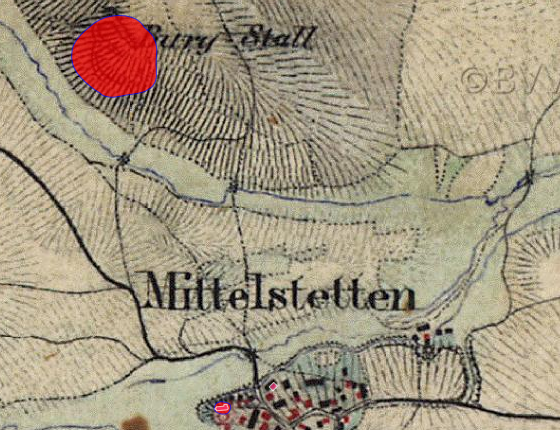
Lageplan von Ringwall Mittelstetten auf dem Urkataster von Bayern

Der Burgplatz liegt etwa 20 bis 25 Höhenmeter über dem Tal. Im Osten trennt ein Abschnittswall von noch bis zu 1,5 Meter Höhe das Areal vom Hügelrücken. Der vorgelegte Sohlgraben mit seinem niedrigen Randwall ist hier etwa 1,5 Meter tief erhalten.
Das Oval der Wallanlagen (ca. 110 × 130 Meter) umfasst eine Fläche von annähernd 1,2 Hektar. Das Landesamt für Denkmalpflege listet das Bodendenkmal als Abschnittsbefestigung. Tatsächlich läuft der Graben rings um das Hügelplateau, die Hänge sind künstlich abgesteilt.
Das Innere der Anlage wölbt sich im Nordwesten einige Meter auf. Der Hanggraben verläuft hier etwa sieben Meter unterhalb der Hangkante. An den übrigen Steilhängen beträgt der Unterschied zur Grabensohle zwischen drei und fünf Meter.
Der bogenförmige Abschnittswall im Osten geht wahrscheinlich auf eine verstürzte Holz-Erde-Mauer zurück, wie sie bei anderen Wallanlagen dieser Zeitstellung nachweisbar ist. Die übrigen Befestigungsabschnitte trugen wohl nur Palisaden oder Flechtwerkzäune. Das Tor dürfte in der modern erweiterten Walllücke im Norden des Abschnittswalles gelegen haben.
Das bislang vollständig bewaldete Gelände wurde ab 2004 gerodet und anschließend mit Jungwald bepflanzt.

## Zeitstellung und Zweckbestimmung
Das Bodendenkmal wurde bisher noch nicht archäologisch untersucht. Die gute Erhaltung und die Konzeption der Anlage sprechen für eine frühmittelalterliche Zeitstellung. Zwei ähnliche Wallburgen liegen nur wenige Kilometer nordwestlich im Hartwald bei Mering. Der Vordere Schlossberg wird in seiner letzten Ausbaustufe als kleinere Ungarnschutzburg des 10. Jahrhunderts interpretiert. Auch die  frühgeschichtlichen Wallanlagen des Hinteren Schlossberges dürften in der Zeit der Ungarnstürme ausgebaut worden sein. Weitere sieben Kilometer nördlich liegt bei Kissing eine weitere Burganlage dieses Typs und vergleichbarer Größe auf dem Lechrain (Ringwall im Ottmaringer Holz). Das Dorf Mittelstetten erscheint erstmals im Jahr 788 in den Urkunden.
Der im Hochmittelalter nachweisbare Ortsadel „von Mittelstetten“ hatte seinen Ansitz wohl im Ort. Der Ringwall zeigt keine Merkmale einer hochmittelalterlichen Weiternutzung als Ministerialenburg.
Das Bayerische Landesamt für Denkmalpflege verzeichnet das Bodendenkmal als „Ringwall des frühen Mittelalters ("Burgholz") mit zugehörigen Vorfeldsicherungen“ unter der Denkmalnummer D 1-7732-0017.

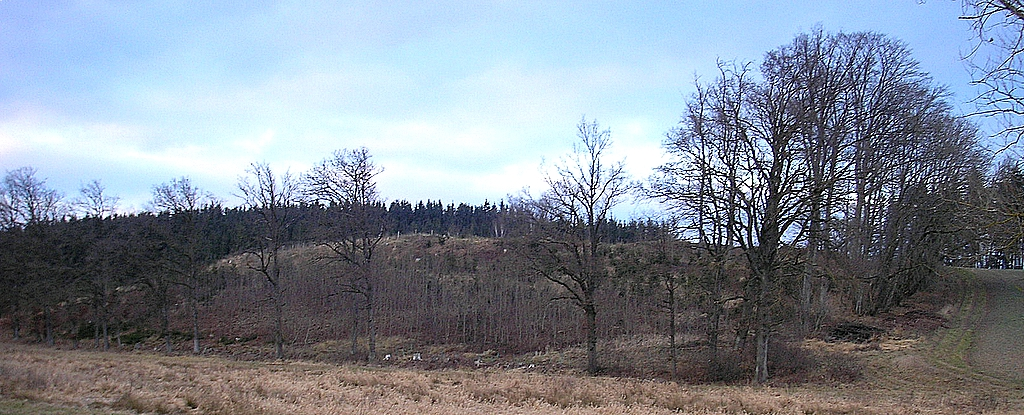
Der Burgplatz von Südwesten
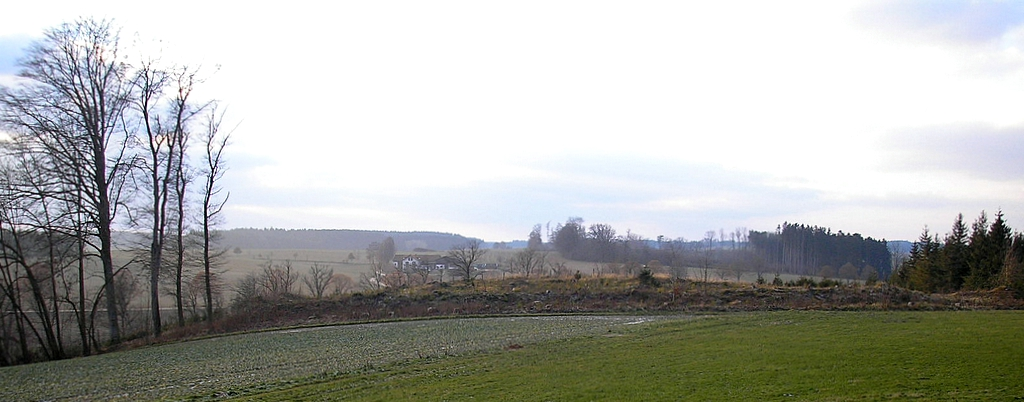
Gesamtansicht von Osten
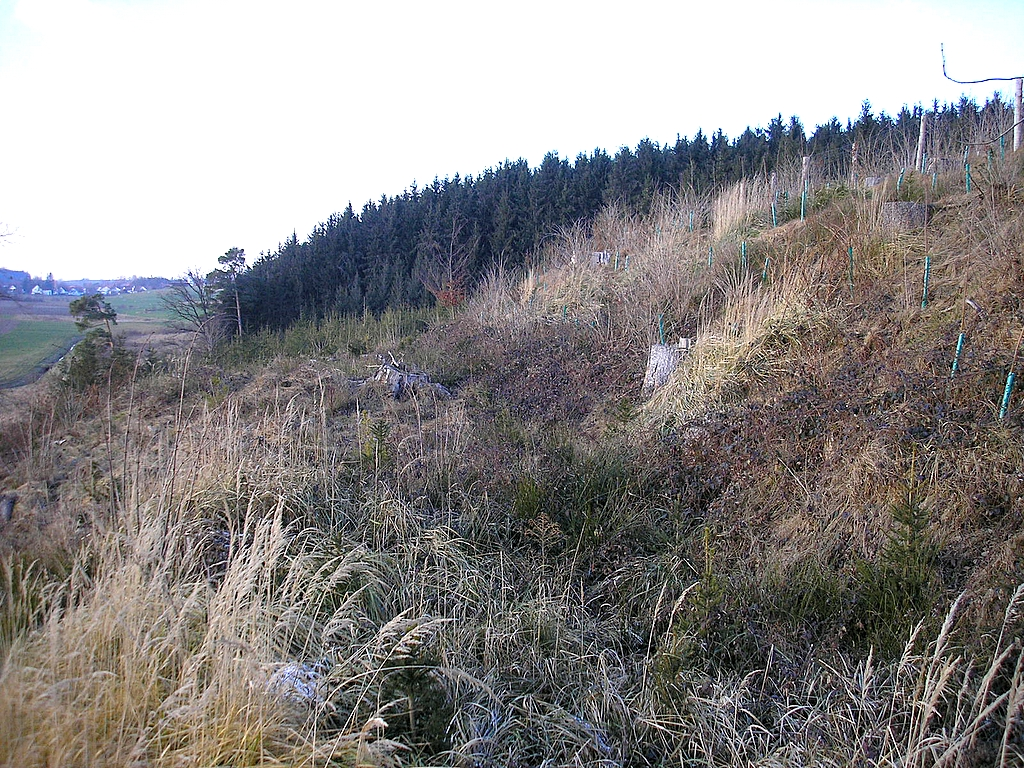
Die Westseite mit dem Hanggraben